# Werner Ostendorff
Werner Ostendorff (Königsberg, 15 de agosto de 1903 - Bad Aussee, 1 de mayo de 1945) fue un militar y oficial de las SS con el grado de Gruppenführer y uno de los comandantes más jóvenes de las divisiones de las Waffen-SS. Ostendorff fue condecorado con la Cruz de Caballero de la Cruz de Hierro con Hojas de Roble y la Cruz Alemana en oro.

## Antes de la guerra
Después de pasar el examen de graduación en marzo en 1923, comenzó a trabajar en una industria hasta 1925, e ingresó en el Partido Nazi con el n° 4.691.488.

## Carrera militar
Se alistó al Ejército Alemán en 1925, época en que el Ejército experimentó varios cambios, siendo asignado al 1° Regimiento de Jäger (1° Batallón de Cazadores). Se quedó en el Ejército hasta 1934, año en que decidió unirse a la Luftwaffe. Ostendorff estaba calificado como piloto y tuvo la oportunidad de servir en la Unión Soviética durante el programa de intercambio entre la Unión Soviética y Alemania. Sin embargo, el 1 de marzo de 1934 sufrió una lesión en el ojo, lo que hizo que fuera transferido a la Luftsportverband (Federación de deportes del aire de Alemania) y que nunca pudiera volver a pilotar un avión. Durante este mismo año fue promovido al rango de Oberleutnant (Teniente Primero) y trasladado a la Fliegertruppe Jüterbog, donde sirvió como profesor de tácticas en la sección de análisis de fotografías. 
El 1 de octubre de 1935 ingresó en las SS con el n° 257.146; como oficial entró en la Escuela de oficiales de las SS en Bad Tölz. En el mismo mes de ese año se casó.

## La Segunda Guerra Mundial
En abril de 1938 Ostendorff asume el mando de la 4 ª Compañía del Regimiento Der Führer hasta el 1 de junio de 1939, cuando es ascendido a Sturmbannführer y se le encargó el mando de la Fliegerabwehr-Machinengewehr-Abteilung (Sección de artillería antiaérea). Después se dedicó a estudiar tácticas de unidades blindadas, se le transfirió a la División Panzer Kempf, donde estuvo hasta el final de agosto de 1939, fecha en que participó en la  Invasión de Polonia.
El 1 de abril de 1940 se convirtió en jefe de personal de la 2 ª División Panzer SS Das Reich, en la que hasta el 31 de mayo de 1942. Luego Ostendorff fue asignado a un grupo más pequeño de combate. Por su gestión en este grupo,en junio de 1942 se le concedió la Cruz Alemana en oro. Posteriormente se convirtió en Jefe de Personal (Jefe del Estado Mayor) para el II Tankového, cuerpo bajo el mando del SS- Oberstgruppenführer Paul Hausser, sirviendo en esta unidad en las batallas de Kursk y Járkov. 
El 23 de noviembre de 1943 se le da el mando de la recién formada 17.ª División Götz von Berlichingen Panzergrenadier SS, la cual tuvo numerosas bajas en la difícil lucha en la Batalla de Normandía. Es herido durante los combates en la ciudad de Carentan. Una vez recuperado, tomó el mando de la División SS Standartenführer Otto Bingo. Se unió al Grupo de Comandos de nuevo en octubre del mismo año, pero en noviembre vuelve a ser herido, lo que obligó a sustituirlo por el Standartenführer Hans Lingnerem. Al mismo tiempo de estos acontecimientos el 1 de diciembre es ascendido a Gruppenführer. 
Una vez restablecido de sus heridas, fue nombrado Jefe del Estado Mayor para el grupo de ejércitos Oberrhein al mando del Oberstgruppenführer-SS Paul Hausser. El de 20 de enero de 1945 es nombrado como comandante de la 2.ª División Panzer SS Das Reich, pero aquí solo permaneció hasta el 9 de marzo de ese año.

## Muerte
Werner Ostendorff murió el 1 de mayo de 1945 en un hospital militar de campaña en la ciudad de Bad Ausseeun, Austria, como consecuencia de las lesiones sufridas en la lucha contra el Ejército soviético cuando fue herido el 9 de marzo del mismo año en la ciudad de Székesfehérvár, en Hungría, por bombas incendiarias. Su cuerpo fue cremado y enterrado en el cementerio de Bad Aussee. Cabe señalar que Ostendorff fue, a la edad 42 años, el más joven comandante de división.

## Ascensos obtenidos durante su carrera en las SS

### Fecha de ascensos
- Schütze: 2 de noviembre de 1925
- Offizieranwärter: 1 de abril de 1926
- Gefreiter: 1 de agosto de 1927
- Unteroffizier: 1 de octubre de 1927
- Fähnrich: 1 de agosto de 1928
- Oberfähnrich: 1 de agosto de 1929
- Leutnant: 1 de junio de 1930
- Oberleutnant: 1 de julio de 1933
- Obersturmführer: 1 de octubre de 1935
- SS-Hauptsturmführer: 30 de enero de 1938
- SS-Sturmbannführer: 1 de junio de 1939
- SS-Obersturmbannführer: 13 de diciembre de 1940
- SS-Standartenführer: 1 de marzo de 1942
- SS-Oberführer: 20 de abril de 1943
- SS-Brigadeführer Generalmajor und der Waffen-SS: 20 de abril de 1944
- SS-Gruppenführer und Generalleutnant der Waffen-SS: 1 de diciembre de 1944

## Condecoraciones recibidas por Werner Ostendorff
- Cruz Alemana en oro (1942)
- Medalla del Frente Oriental (1942)
- Cruz de Hierro de Segunda Clase (1930) y Cruz de Hierro de Primera Clase (1940)
- Anillo de Honor de las SS
- Medalla de los Sudetes
- Cruz de Caballero de la Cruz de Hierro (1941)
- Hojas de roble (1945)
- Medalla de piloto
- Insignia de Asalto
- Medalla de herido